# Burgred av Mercia
Burgred av Mercia, död 888, var en engelsk monark. Han var kung av Mercia 852–874. 